# Fiskehamnen
För Fiskhamnen i Göteborg, se Göteborgs fiskhamn.

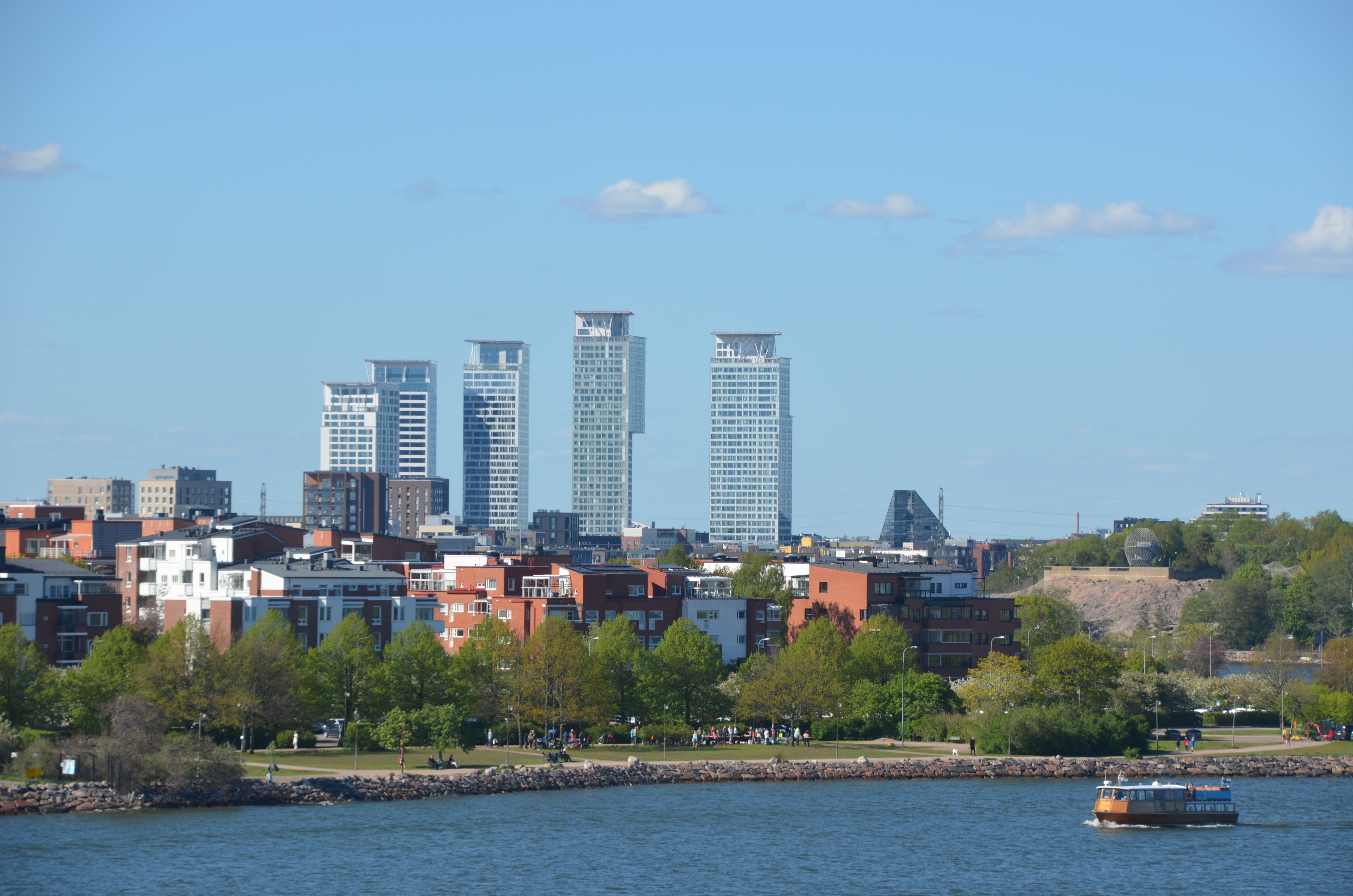
Höghusen i Fiskehamnens centrum, med Skatudden i förgrunden

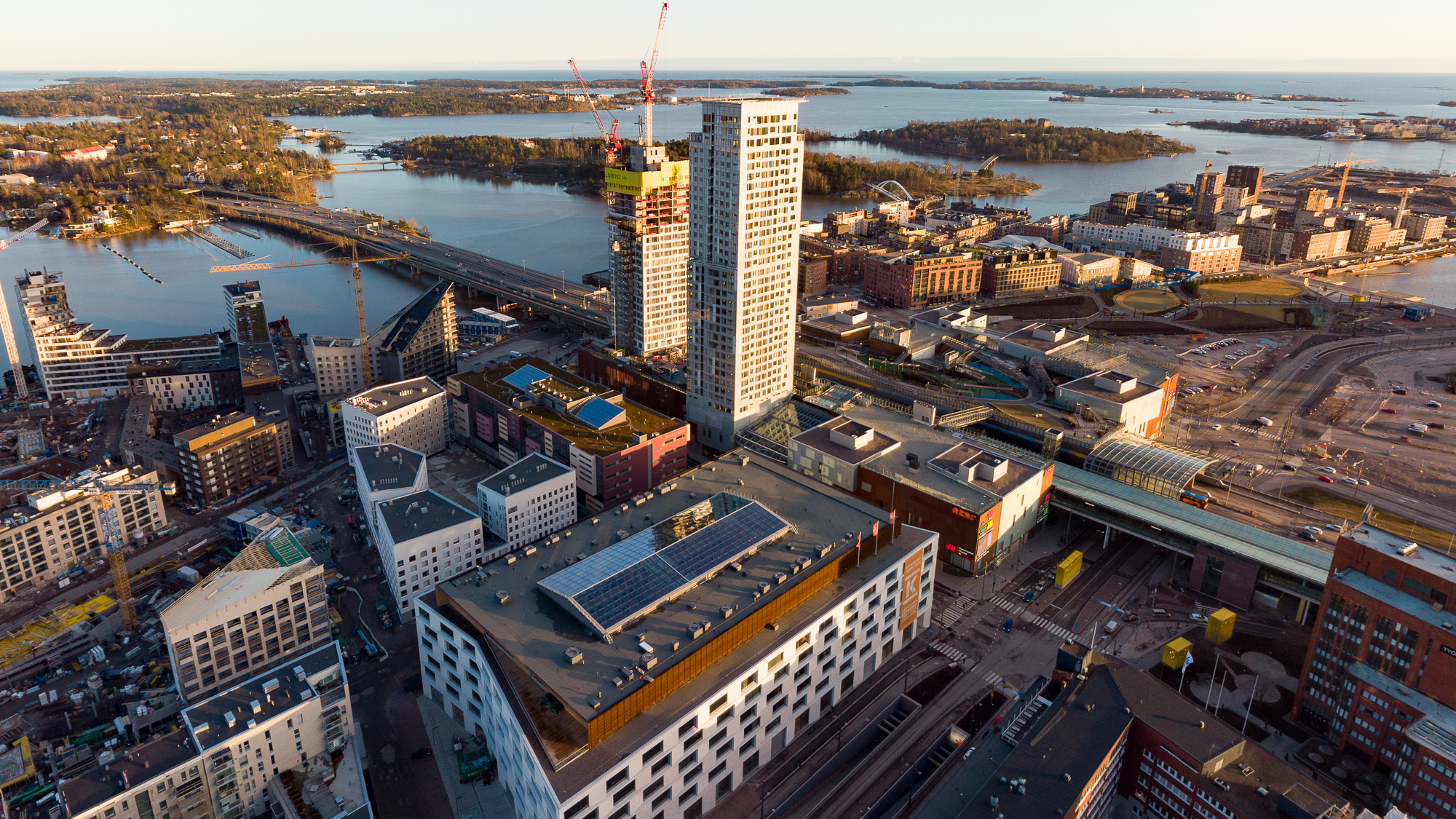
Fiskehamnen i mars 2020. Köpcentret Redi och metrostationen ligger under tornhusen.

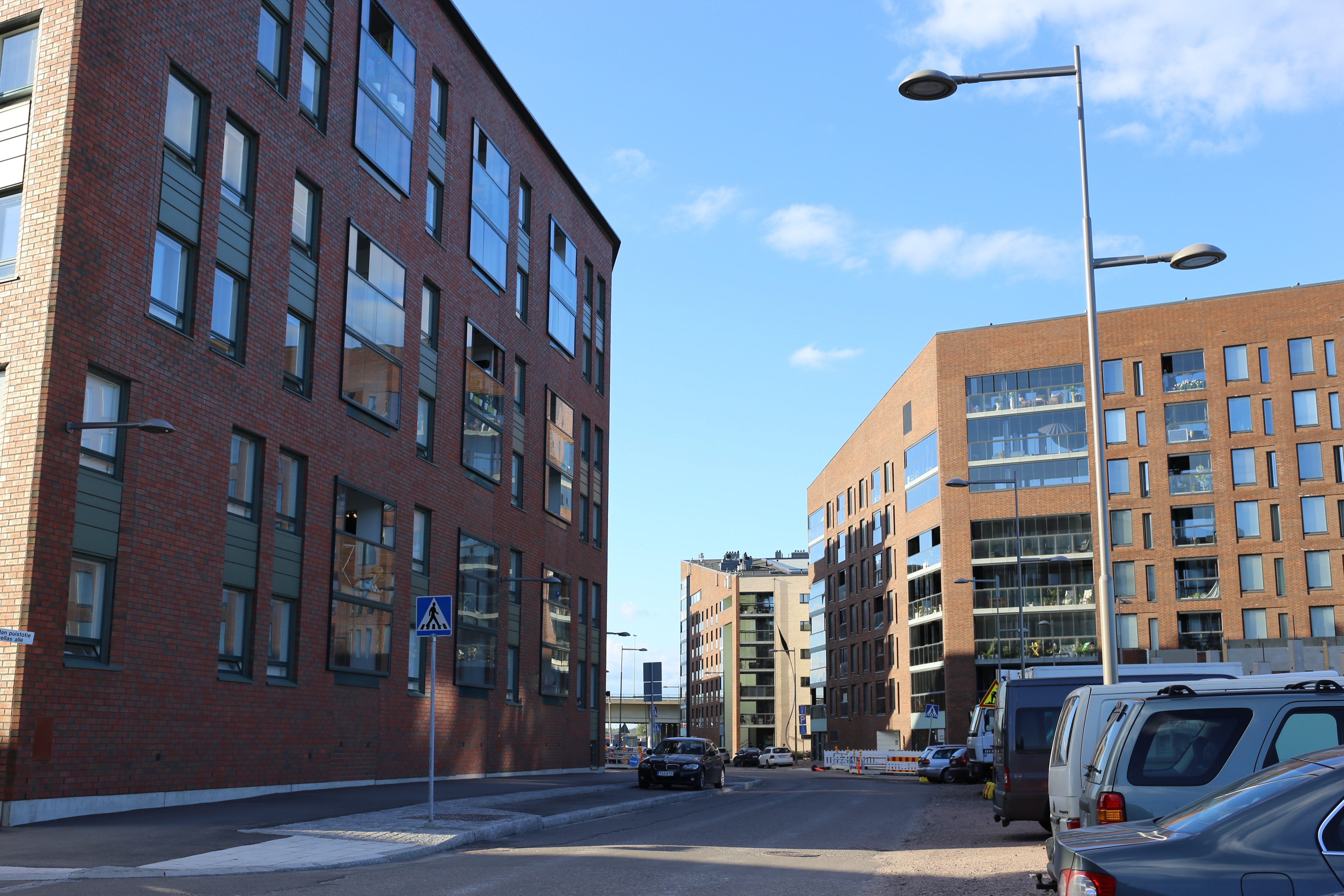
Gatuvy från Fiskehamnen.

Fiskehamnen (finska: Kalasatama) är ett delområde i stadsdelen Sörnäs i Helsingfors stad. Den omfattar största delen av före detta Sörnäs hamn, som stängde 2008. Området har därefter byggts om till ett bostads- och arbetsplatsområde, ett byggnadsprojekt som planeras fortgå in på 2030-talet. Fiskehamnen kommer att bli ett relativt tätt bostadsområde med över 20 000 invånare, lika mycket som i närbelägna Berghäll. Dessutom planeras antalet arbetsplatser vara 8 000. I Fiskehamnens centrum har köpcentret Redi byggts och vid Fiskehamnens metrostation buppförs ett antal 22–33 våningar höga bostads- och kontorshus, bland annat det 134 meter höga Majakka.

## Historik

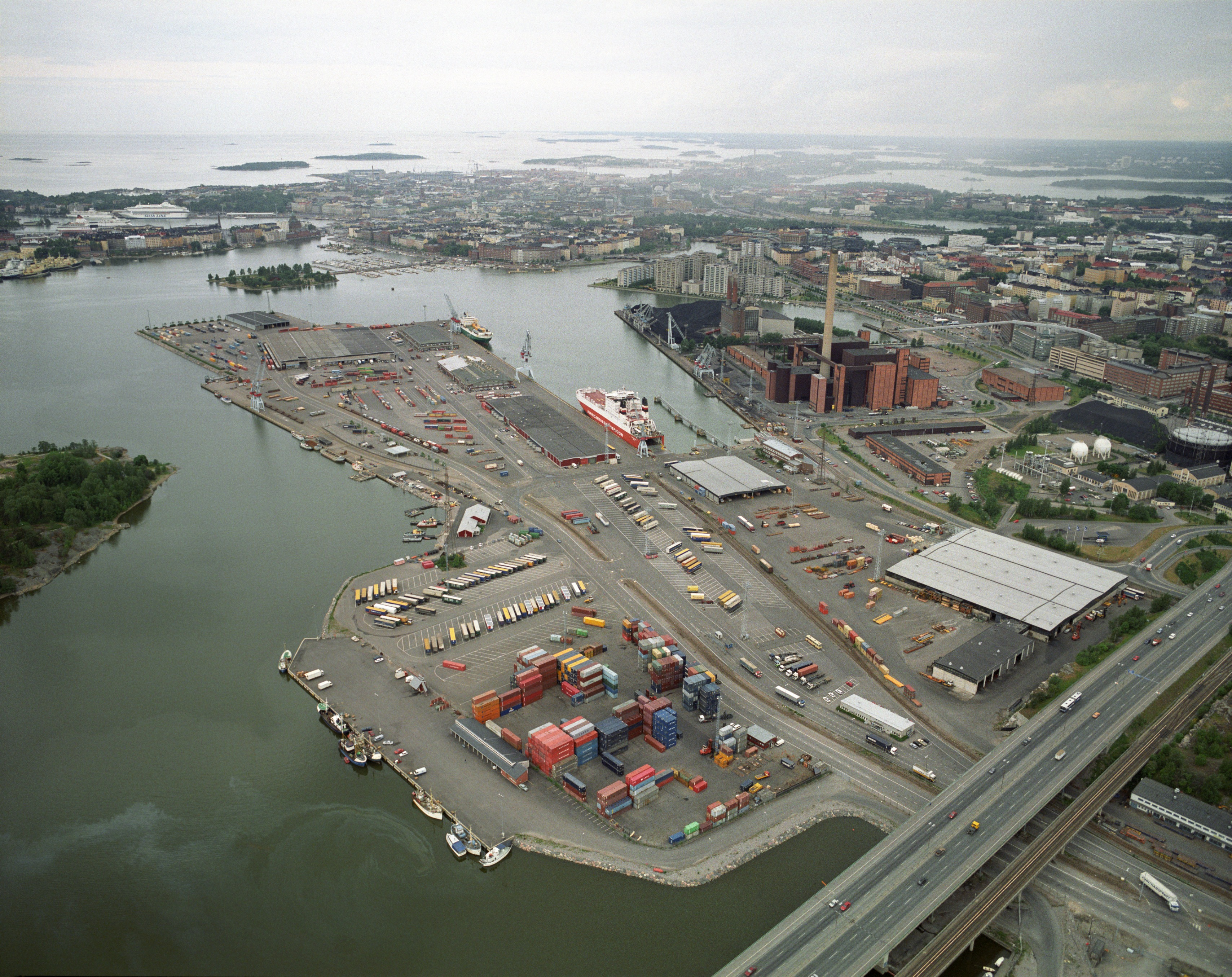
Sörnäs hamn 1993.

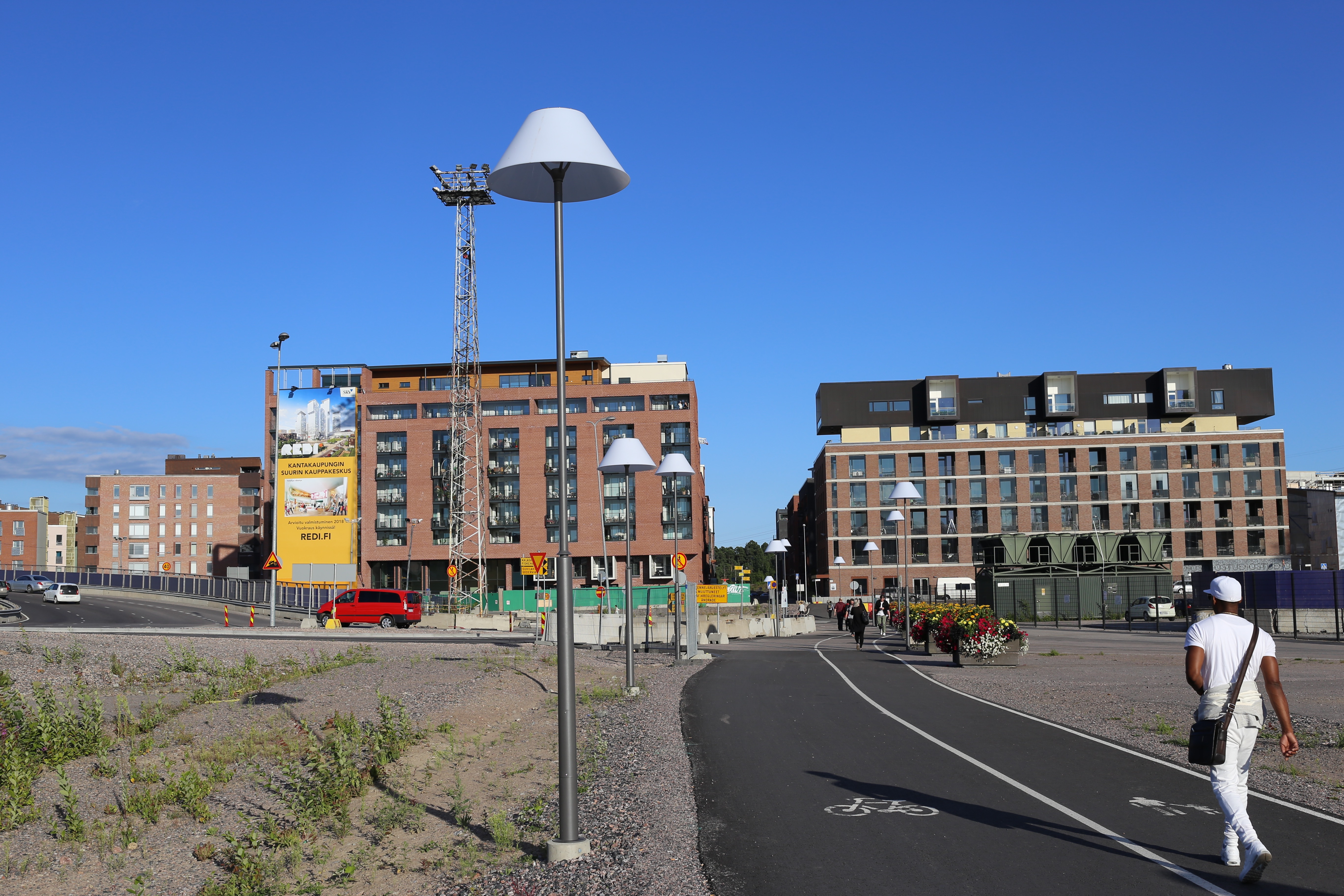
Fiskehamnen i augusti 2015.

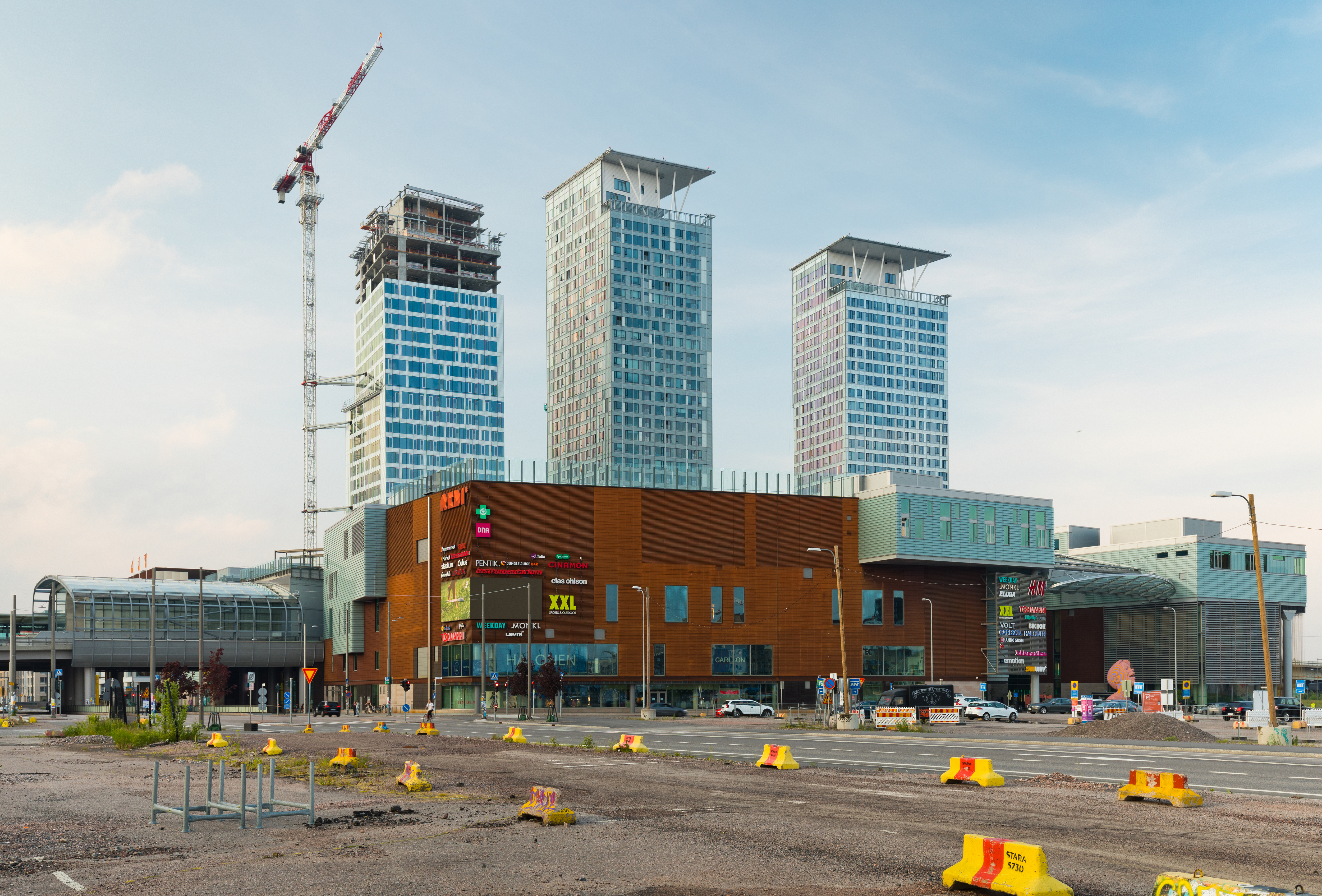
Köpcentret Redi, 2021.

I början av 1800-talet bestod Sörnäs av landsbygd, även om ett tegelbruk redan fanns i Fågelvik. Sörnäs började industrialiseras då staden år 1825 i sin byggnadsordning bestämde att fabriker och verkstäder skulle ligga i stadens utkanter på grund av brandfaran. Kring stränderna i Sörnäs uppstod stadens största enhetliga industriområde då Sörnäs hamnbana togs i bruk på 1860-talet. Hamnen växte tack vare exporten av trävaror på 1860- och 1870-talen. Finlands första oljehamn öppnade i Sörnäs 1889. Hamnen skiftade fokus från export till import redan i slutet av 1800-talet, då skogsindustrin i stället allt mera skeppade varor från Kotka och Viborg.
I Sörnäs hamn, eller Sumparns hamn, inleddes containertrafik 1963. Oljehamnen flyttades av brandsäkerhetsskäl till Hertonäs hamn 1938, därifrån flyttade den till Degerö på 1950-talet. Hamnen i Sumparn stängde 24 november 2008, då verksamheten flyttades till Nordsjö hamn. Grossistverksamhet, som stödde sin logistik på hamnens närhet, har också flyttat. Den nya stadsdelen planeras till största delen på det före detta hamn- och logistikområdet. 
I slutet av 1800-talet hade Sörnäs ett rykte om sig att det gick vilt till och konkurrerade i det hänseendet med Rödbergen. Sprit, prostitution och våld hängde ihop med den tidens hamnar. Sjömän spenderade mycket tid i land i motsats till dagens maskinella containertrafik, och lokalbefolkningen hade flyttat in från landsbygden och saknade utbildning. På området uppstod den ursprungliga Helsingforsslangen, som blandar finska och svenska med inslag av uttryck på ryska och influenser från andra språk som man hört i hamnen.
Området har varit centralt i Helsingfors elproduktion. Söderviks kraftverk, ritat av Selim A. Lindqvist, togs i bruk 1909. Hanaholmens A-kraftverk, ritat av Vera Rosendahl, blev klart 1960 och B-kraftverket, ritat av Timo Penttilä, 1974. A-kraftverket revs 2008, medan B-kraftverket är fortfarande i bruk, men planeras stängas 2024.
Ett av områdets tidigaste industrianläggningar är Kokos-fabriken från 1911, som arkitektoniskt representerar samma stil som Söderviks kraftverk. I fabriken tillverkades tvål och margarin av kokosfett. År 1926 köptes fastigheten av Kone som började tillverka hissar där. Kone flyttade ut 1967. Fabriksbyggnaden var logistiskt föråldrad och stod tom tills den köptes av byggbolaget Haka, som stod nära arbetarrörelsen. Byggnaden ockuperades av ungdomar 1990. Efter ockupationen skyddades Kokos-fabriken och sedan år 2000 verkar Teaterhögskolan i byggnaden. Arbetarrörelsens affärsverksamhet var i långa tider koncentrerad till Sörnäs. Där fanns de av Väinö Vähäkallio på 1920-talet planerade OTK-EKA:s och Elantos huvudkontor i rödtegel, samt Elantos storbageri, OTK:s kvarn och kafferosteri samt annan tillverkning. Byggnaderna har omvandlats till bostäder, kontor och undervisningsutrymmen. Då industrin flyttade bort, byggde Partek sitt huvudkontor på Sörnäs strandväg, vars utställningslokal sedermera har blivit Arbetarrörelsens bibliotek. 
År 1919  blev den första fasta bron klar mellan Sörnäs och Brändö. Brändö förbands med spårväg till Salutorget fram till 1951. Nu planeras nya spårvägar för att knyta Fiskehamnen till spårvägsnätet.. Helsingfors metro österut blev klar 1982 och Sörnäs metrostation öppnade 1984, medan Fiskehamnens metrostation öppnade 2007.
År 2009 grundades det autonoma socialcentret Satama i en byggnad i containerterminalen, som staden hyrde till husockupanter. Med hjälp av husockupanterna grundade romer från Östeuropa ett husvagnsläger utanför socialcentret, vilket orsakade starka reaktioner i media och stadens förvaltning. Staden sökte efter olika sätt att vräka lägret, men till sist fattade man beslutet att riva byggnaden. Hyreskontraktet sades upp och polisen vräkte de husockupanter och romer som stannat kvar i augusti 2011.
Fiskehamnen stadfästes som ett skilt delområde inom stadsdelen år 2012.

## Kulturinrättningar
I Fiskehamnen verkar flera utbildningsinrättningar, museer och Söderviks kulturcentrum. Då kraftverket och gasverket upphört med sin verksamhet i Södervik planerade först man lagerlokaler och idrottsutrymmen för energiverkets personal på området. Teaterföreställningar, musikevenemang och danser har ordnats sedan 1980-talet i Södervik och senare Flow-festivalen. År 2007 bestämde Helsingfors stad att Södervik ska bli ett kultur- och industrikulturområde, en östlig motsvarighet till Kabelfabriken väster om centrum. På området finns arbetsutrymmen, ateljéer och performancelokaler för konstnärer, artistgrupper och andra kulturutövare såsom cirkuscentret Cirko och Estlandscentret Eesti Maja. GLBT-föreningen Helsingforsnejdens Seta har sin verksamhet i Södervik.
På Partitorgets område i Fiskehamnens konstnärshus verkar nationella audiovisuella institutets (KAVI) museum för levande bilder, det vill säga filmmuseum. Själva arkivet ligger på Sörnäs strandväg. I konstnärshuset finns Finska Konstnärsgillets Ateljéfonds arbetsrum för konstnärer.
På Partitorget öppnades matkulturcentret Teurastamo i gamla slakteribyggnader 2012. Där finns restauranger, ett destilleri, ett kafferosteri samt en rad andra aktörer som inte verkar inom matkulturbranschen.
I Fiskehamnen har bland andra Green Day, Foo Fighters och Metallica haft konserter. I Fiskehamen ordnades också Sonisphere-festivalen åren 2011 och 2012. Weekend Festival ordnades på samma ställe mellan 2013 och 2015. I och med att området byggs ut minskar de stora öppna fälten där konserter kan ordnas.

## Byggplaner

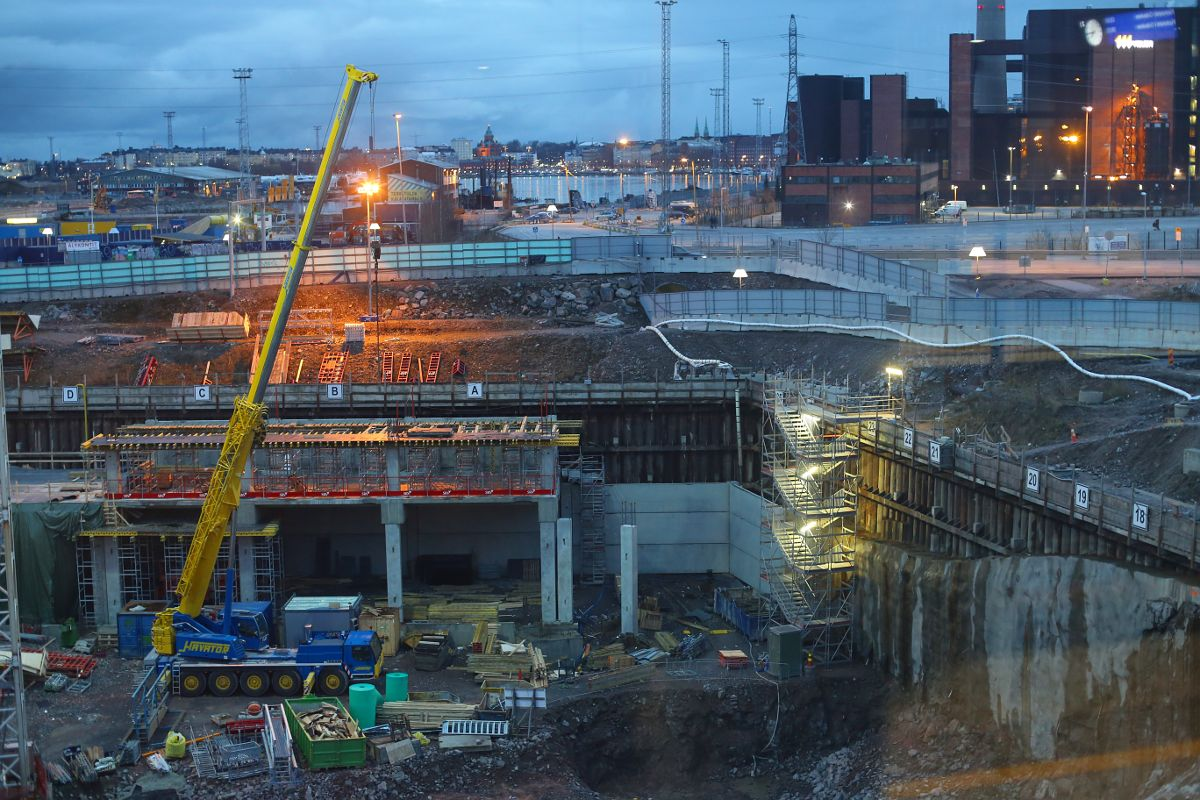
Byggnadsarbetena i riktning Sumparn 2015.

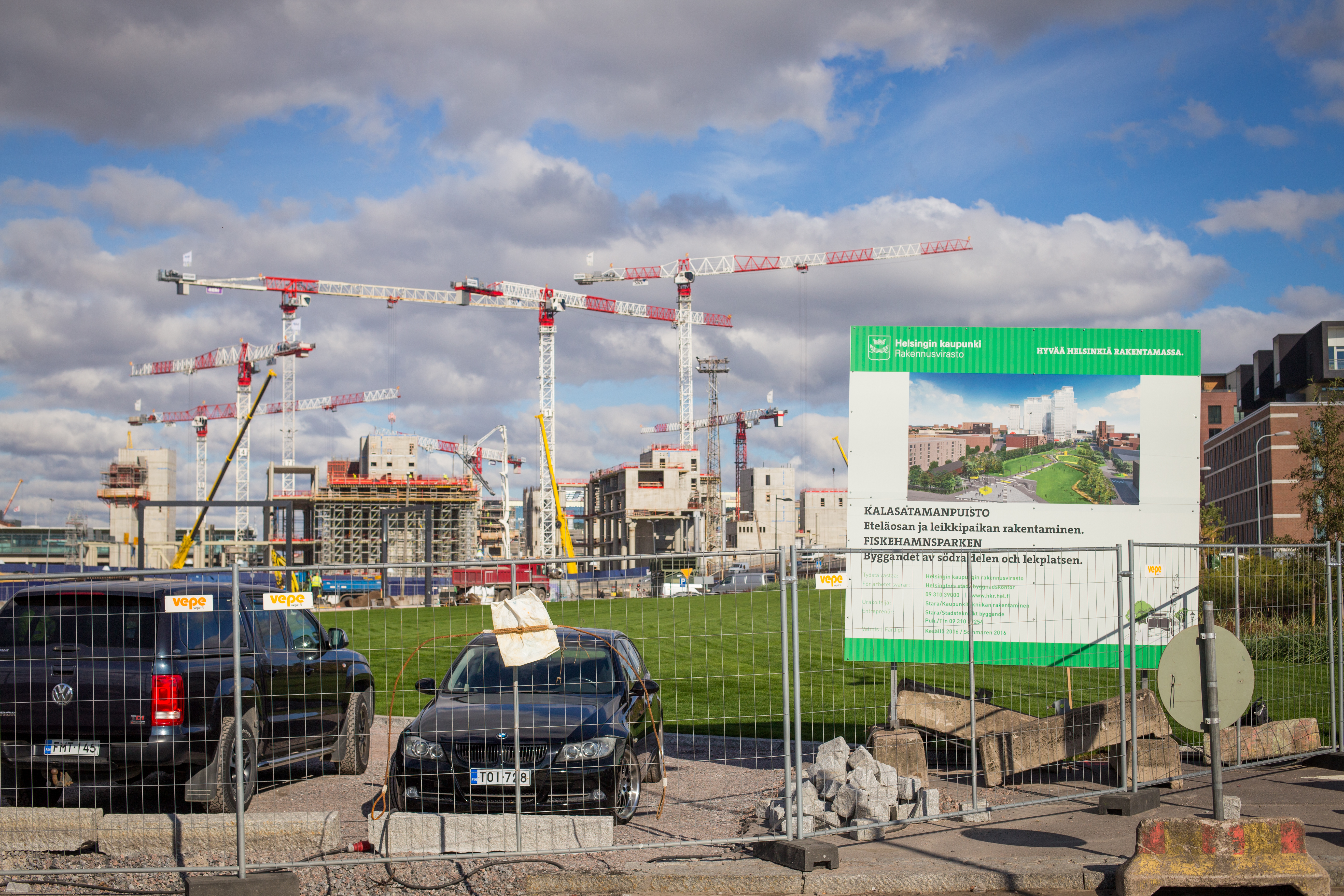
Byggnadsarbeten med skyskraporna i Fiskehamnen hösten 2016.

Fiskehamnens byggprojekt indelas i flera delområden. Det första området som färdigställs är Sörnäsudden (kring 2018). Fiskehamnens centrum blir klart i etapper 2018–2023. År 2016 inleddes byggnadsarbeten med Sumparn och Nätholmen. Områden som påbörjas först på 2020-talet är Knekten, Hanaholmen, Hermanstadsstranden och Byholmen. 
Fiskehamnens centrum utgörs av köpcentret Redi, ett hotelltorn, ett kontorstorn och sex bostadstorn. Byggnadsytan är över 170 000 kvadratmeter. Byggarbetena inleddes i april 2015 och de första delarna, inklusive köpcentret, beräknas vara klara 2018 och resten stegvis fram till 2023. Tornen har 23–33 våningar. Genom byggnadskomplexet löper Österleden och metrospåren, som överdäckas med en park som kommer att utgöra bostädernas gårdsplan.
Sörnäsuddens daghem blev klart 2012 och Kvartershuset öppnades 2014. I Kvartershuset finns ytterligare ett daghem och en finskspråkig grundskola. Staden hyr social- och hälsovårdsutrymmen i Fiskehamnens centrum. Hälsostationen betjänar Vallgård, Arabiastranden, Hermanstad, Sörnäs och Fiskehamnen. 
Övriga nymodigheter i Fiskehamnen är ett smart elnät och avfallsinsamling genom rörtransportnät. I det smarta elnätet ingår bland annat lokal förnyelsebar elproduktion, såsom sol- och vindkraft, infrastruktur som stöder elbilar, ellagring samt en effektiv fastighetsautomation i hem och kontor. Avfallsrören ligger i gatan och transporterar avfall via stamledningen till en insamlingscentral. 
Genomfartsbiltrafiken minskas genom att bygga Sörnästunneln. Den 1,5 kilometer långa tunneln förbinder Sörnäs strandväg med Hermanstads strandväg. I Fiskehamnens centrum byggs 7 000 bilparkeringsplatser.
I den södra delen byggs Fiskehamnsparken mellan Fiskehamnens centrum och Sumparkanalen. Norr om centrumet byggs Hermanstads strandpark. Längs med stränderna byggs en strandpromenad. Fiskehamnens rekreationsområde utgörs av Blåbärslandet som nås via en gångbro som blev klar 2016.
I Fiskehamnen placeras både temporär och permanent konst. Konstverken finansieras av områdets byggherrar genom en avgift baserad på våningskvadratmeter (10 euro/m2).